# کلیسای سرکیس مقدس (تبریز)
کلیسای سرکیس مقدس (به ارمنی: Սուրբ Սարգիս Եկեղեցի) تبریز در خیابان شریعتی جنوبی و در محلهٔ لیل‌اوا و در کوچهٔ بارون آواک قرار دارد. این کلیسا به یاد کلیسای سرکیس آذرشهر ساخته شده‌است.

## تاریخچه

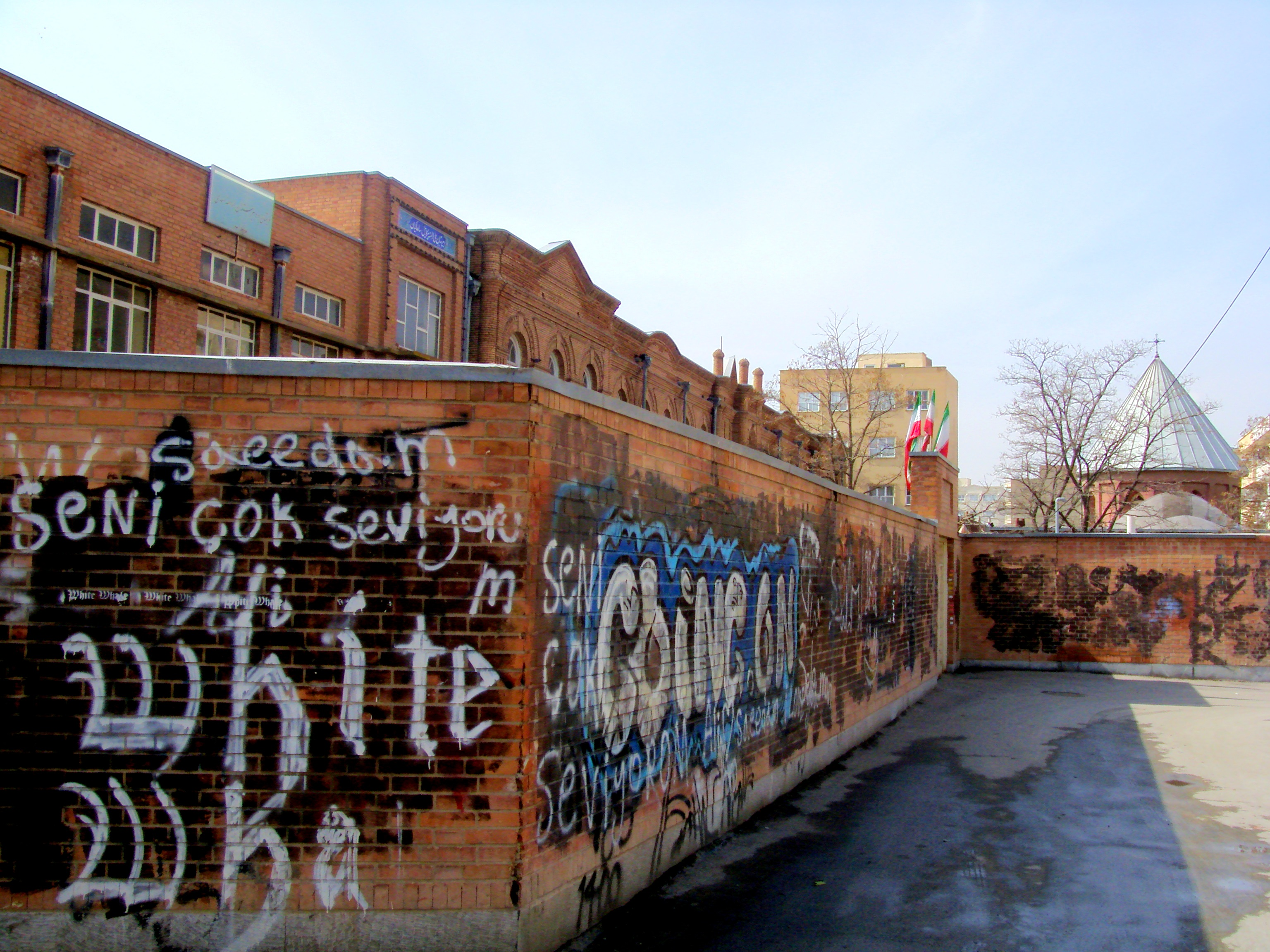
کلیسای سرکیس مقدس، واقع در محوطهٔ «دبیرستان ملی ارامنه میکائیل ساهاکیان» در محلهٔ بارون آواک

سرکیس مقدس نام کلیسایی است که در سال ۱۸۲۱ میلادی به وسیلهٔ شخصی به نام پطروسیان در محله بارون آواک، تبریز ساخته شده‌است.
بنا در سال ۱۸۴۵ تجدید یافته و سبک معماری آن ارمنی است. این کلیسا نیز به شکل صلیب ساخته شده و سه درب از سوی شمال، شرق و جنوب به آن باز می‌شود. در مدخل شرقی آن قبری وجود دارد که متعلق به کشیشی به نام هاکوپ قاراپتیان می‌باشد. بنای کلیسا سنگی و گنبدهای آن آجری است. در داخل کلیسا چهار ستون آجری با پایه‌های عریض سنگی، علاوه بر اینکه گنبد بزرگ وسطی و طاق‌های متعدد سقف را نگهداشته‌اند، محراب و نماز گاه‌های فرعی را نیز از تالار اجتماعات جدا کرده‌اند.
در بیرون کلیسا در پای دیوار شرقی حیاط، یک بنای یادبود سنگی ساخته شده‌است. این بنا برای یادبود کشته‌شدگان ارمنیان ساخته شده‌است و طرح و حجاری بدیعی دارد. در کنار این یادبود سنگ نبشته‌های مرمرین متعددی در پای همان دیوار پهلویی نهاده شده‌است که همه متعلق به قبور کشتگان و بزرگانی از ارامنه است که اغلب آنها در قرن ۱۹ میلادی درگذشته و در حیاط این کلیسا مدفون گشته‌اند.
این کلیسا که با شماره ۱۱۹۸۳ در فهرست آثار ملی به ثبت رسیده، تحت مالکیت و نظارت خلیفه‌گری کل ارامنه آذربایجان است.